# Кожанияз
Кожанияз, Катынкала — укрепление 19 века, в 115 км от города Кызылорда к Северо-Западу от средневекового города Жент, на берегу реки Майлыозек. Исследован в 1961 Хорезмской экспедицией (руководитель С. П. Толстов). Занимает 6 га земли. В центральной части возвышение высотой 4 м. Наружная стена выложена в круговую, упирается одним концом в русло реки Майлыозек. Толщина стен 2 м, высота окружнности 8 м. Обнесен глубоким рвом. Кожанияз построен в 1830 как центр территориального управления населёнными пунктами в прибрежьях рек Жанадария, Куандария и предгорьях гор Аккыр. Назван в честь Хивинского бека Кожанияза, управляющего укреплением. В 1840 был под кокандским управлением. В 1847 Жанкожа Нурмухамедулы со своим отрядом разрушил укрепление.